# Clematis patens 'Sympatia'
Cultivar
La clématite patens 'Sympatia', est un cultivar de clématite obtenue en 1978 par Stefan Franczak en Pologne.
Elle a été commercialisée à partir de 1986.

## Description
'Sympatia' est une clématite à fleur violette surmonté d'un bande rosâtre, de grande taille elle possède entre sept et neuf sépales et d'un diamètre d'environ 22 centimètres. La couleur rouge des étamines de cette clématite se mêlent parfaitement avec les sépales elliptiques légèrement ondulé.
À taille adulte la clématite 'Sympatia' se développent à environ 2m.
Elle ne possède pas de parfum particulier.

### Feuilles
Les feuilles de cette clématite sont parfois simple, parfois alternes.

## Distribution
En France la clématite 'Sympatia' est un cultivar très produit donc facilement distribué par les producteurs dans le monde.

## Protection
'Sympatia' n'est protégée par aucun organisme.

## Culture
La clématite 'Sympatia' est adaptée à la culture en pleine terre ou en pot.
Cette clématite du groupe 2 fleurie sur le bois de l'année précédente au printemps puis sur la pousse de l'année à l'automne. Elle résiste à des températures inférieures à 20 °C.

## Maladies et ravageurs
La clématite 'Sympatia' est sensible à l'excès d'eau ce qui pourra provoquer une pourriture du collet de la plante et ainsi la mort de la clématite.

## Récompense
À ce jour 'Sympatia' n'a reçu aucune récompense.